# Domküsterhaus (Limburg an der Lahn)

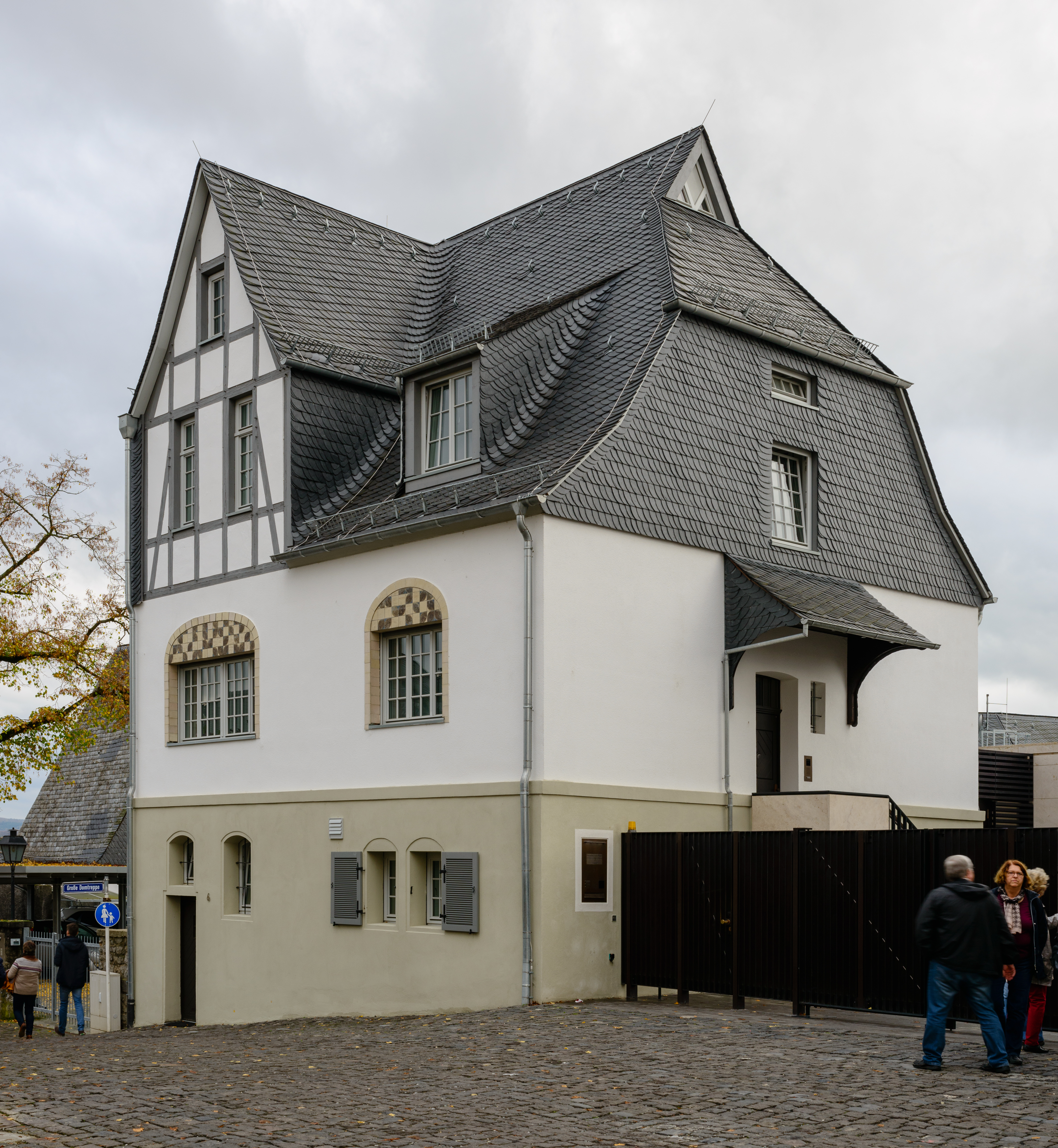
Domküsterhaus nach Abschluss der Sanierungen 2013

Das Domküsterhaus ist ein denkmalgeschützter Putzbau am südwestlichen Rand des Domplatzes der mittelhessischen Stadt Limburg an der Lahn. Das Gebäude ist wie das benachbarte Haus Staffel Bestandteil des 2013 fertiggestellten Diözesanen Zentrums Sankt Nikolaus, des Wohn- und Amtssitzes des Limburger Bischofs.

## Baugeschichte und -beschreibung

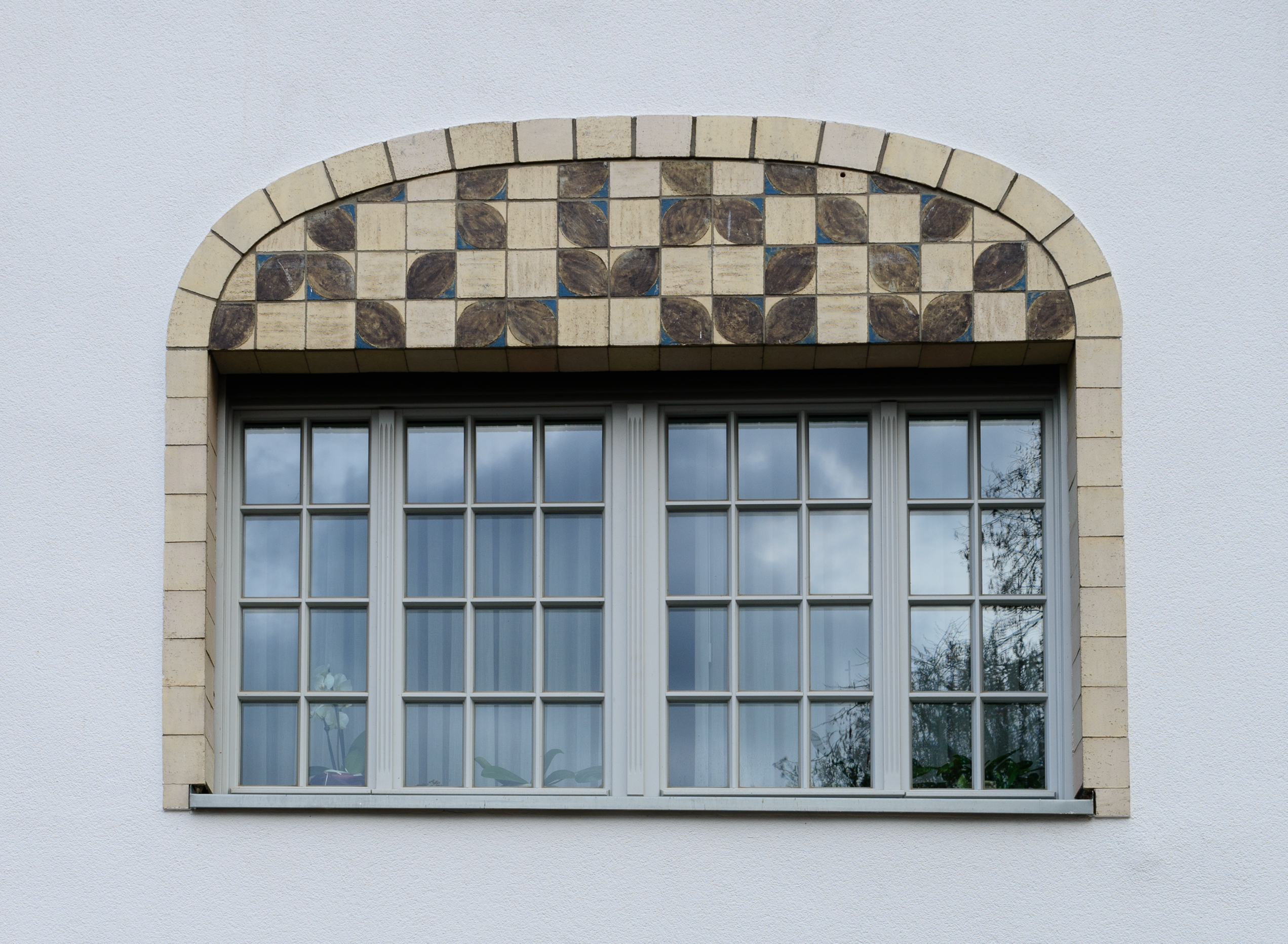
Kachelverzierung an einem Fenster im Erdgeschoss

Erbaut wurde das Domküsterhaus in den Jahren 1903/04 im Auftrag des Bischöflichen Ordinariats, Architekt war Jakob Fachinger. Gemeinsam mit dem ebenfalls von Fachinger erbauten Dompfarrhaus (Domplatz 3) war es bis zur Errichtung des Diözesanen Zentrums der jüngste Bau am Platz.
Der zweigeschossige, traufständige Bau mit nahezu quadratischem Grundriss weist ein tief herabgezogenes Dach mit zeittypischem Halbwalm und Spitzluke auf. Auffallend sind das Zwerchhaus auf der Südostseite mit schlichtem Sichtfachwerk sowie die mit Kacheln verzierten Bogenrahmungen der Fenster im Erdgeschoss.
Das Domküsterhaus ist aufgrund seiner kulturellen Bedeutung Kulturdenkmal und als solches Teil der Gesamtanlage Altstadt und Frankfurter Vorstadt.

## Sanierung und Nutzung
In Vorbereitung des Baus des neuen bischöflichen Wohn- und Amtssitzes (später Diözesanes Zentrum St. Nikolaus genannt) erfolgte von März bis August 2007 im Auftrag des Bistums eine umfangreiche Untersuchung der Bausubstanz. Darauf aufbauend erstellte Architekt Christoph Mäckler bis Dezember 2007 einen Vorentwurf, der im Rahmen des Bauvorhabens eine Erneuerung von Dach, Fenstern, Haustechnik und Oberflächen von Domküsterhaus und Haus Staffel bei „minimale[n] Eingriffen in die [Bau]substanz“ vorsah. Die Nutzfläche des Domküsterhauses wurde mit 120 m², der Kostenrahmen mit 1 Million Euro angegeben.
In einem 2013 von der Frankfurter Allgemeinen Zeitung veröffentlichten Ausschreibungsentwurf aus dem Jahr 2008 ist das Domküsterhaus nicht enthalten, war jedoch mit unveränderter Nutzfläche Bestandteil des letztlich ausgeschriebenen Bauprogramms. Im Frühjahr 2010 veranschlagte das zu dieser Zeit beauftragte Architekturbüro die Kosten für die Sanierung des Domküsterhauses auf 1,5 Millionen Euro.
Auch das ab Mai 2010 verantwortliche Büro des Architekten Michael Frielinghaus, nach dessen Entwurf das Gebäude zum Schwesternwohnhaus umgebaut werden sollte, bezifferte den Aufwand auf etwa 1,43 Mio. Euro. Auf dieser Grundlage wurde am 16. Juli 2010 der Bauantrag gestellt. Im Mai 2011 wurden die Planungen für Haustechnik und Raumaufteilung geändert, bis in den Herbst waren aus statischen, technischen sowie Brandschutzgründen weitere Planänderungen notwendig. Vorgesehen war zu diesem Zeitpunkt die Bewohnung durch zwei bis sechs Schwestern.
Auf Wunsch des Bauherren, dem von 2008 bis 2014 amtierenden Bischof Franz-Peter Tebartz-van Elst, wurden ab Ende November 2011 die Türstürze im Erdgeschoss zu sichtbaren Korbbögen umgestaltet. Nach Abschluss der Bauarbeiten wurde ab August 2012 auf Wunsch des Bischofs zudem die Möblierung verändert, es erfolgten bauliche Anpassungen sowie eine Änderung der gesamten Beleuchtung. Um die Aufstellung eines antiken Schranks zu ermöglichen, wurde eine Dachluke verlegt. Bezogen wurde das sanierte Gebäude am 18. Dezember 2012.
Das Domküsterhaus dient seither plangemäß als Wohnung für zwei Ordensschwestern, die mit der Bewirtschaftung des Zentrums betraut sind. Zudem beherbergt es einen Meditationsraum.